# 阿巴薩巴德堡

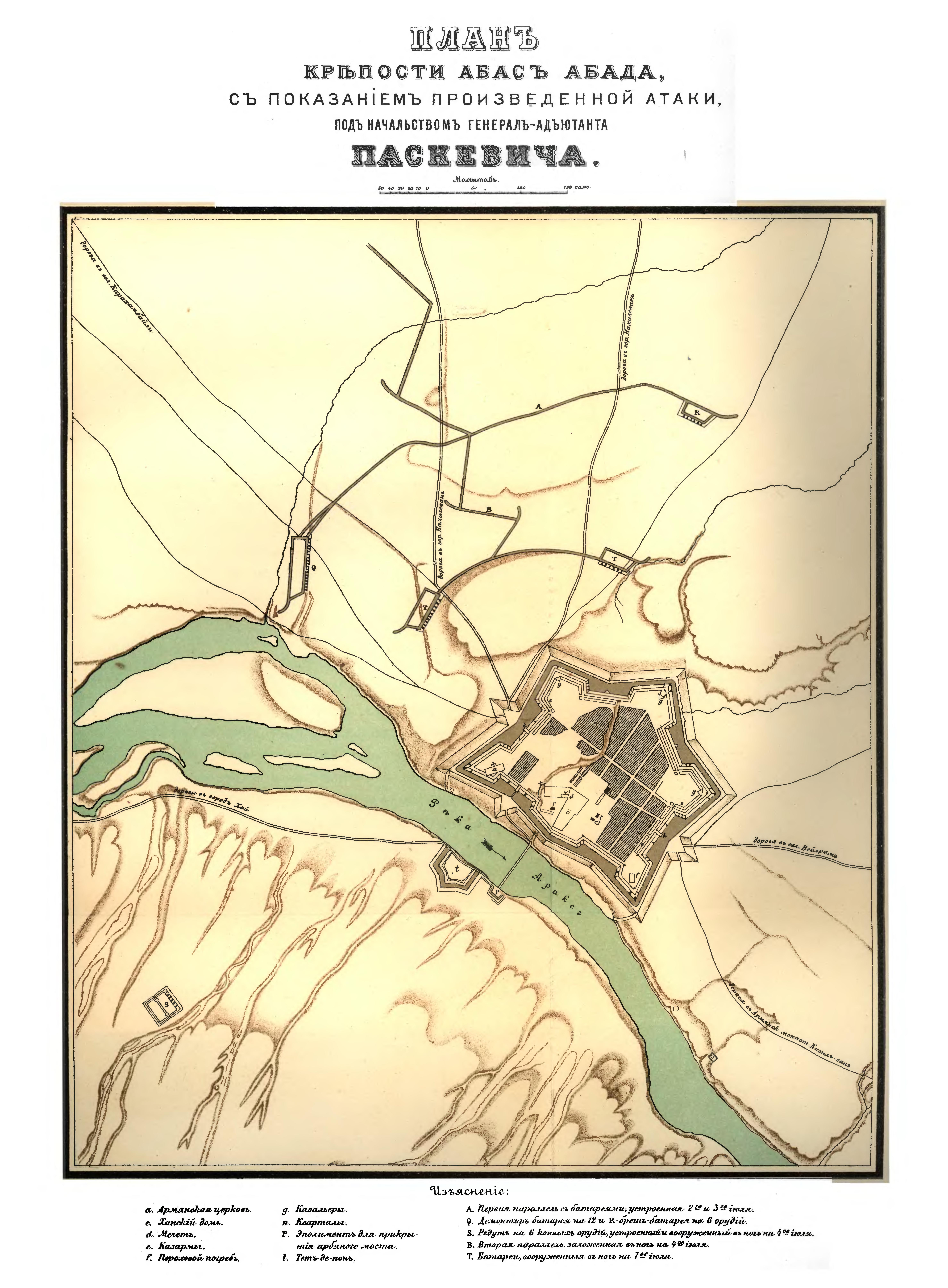
俄軍將領伊万·帕斯克维奇策劃進攻阿巴薩巴德堡

阿巴薩巴德堡位於今亞塞拜然納希切萬自治共和國，是納希切萬汗國具重要戰略意義的要塞，於1810年由波斯卡扎爾王朝儲君阿巴斯·米爾札在法國工程師的幫助下建立。1827年最後一次俄罗斯-波斯战争時，阿巴斯·米爾札任命伊赫桑·汗·坎加利為指揮官據守阿巴薩巴德堡，俄軍圍城後，伊赫桑汗私下與俄軍將領伊万·帕斯克维奇聯絡，於同年7月22日開城投降。
俄羅斯帝國占領後，阿巴薩巴德堡漸被廢棄，1970年代建設阿拉斯水壩時阿巴薩巴德堡被水淹沒。